# Dianthidium
Dianthidium is een geslacht van vliesvleugelige insecten van de familie Megachilidae.

## Soorten
- D. anophrys Griswold & Michener, 1988
- D. arizonicum Rohwer, 1916
- D. bohartorum Griswold & Michener, 1988
- D. concinnum (Cresson, 1872)
- D. cressonii (Dalla Torre, 1896)
- D. curvatum (Smith, 1854)
- D. chamela Griswold & Michener, 1988
- D. desertorum Timberlake, 1943
- D. discophorum Griswold & Michener, 1988
- D. discors Timberlake, 1948
- D. dubium Schwarz, 1928
- D. floridiense Schwarz, 1926
- D. heterulkei Schwarz, 1940
- D. implicatum Timberlake, 1948
- D. macrurum Cockerell, 1913
- D. marshi Grigarick & Stange, 1964
- D. parkeri Grigarick & Stange, 1964
- D. parvum (Cresson, 1878)
- D. platyurum Cockerell, 1923
- D. plenum Timberlake, 1943
- D. pudicum (Cresson, 1879)

- D. rossi Timberlake, 1949
- D. simile (Cresson, 1864)
- D. singulare (Cresson, 1879)
- D. sonorum (Michener, 1942)
- D. subparvum Swenk, 1914
- D. subrufulum Timberlake, 1943
- D. texanum (Cresson, 1878)
- D. ulkei (Cresson, 1878)